# Abel Guidet
Abel Guidet est un homme politique français, député puis résistant, né le 6 novembre 1890 à Bapaume, dans le Pas-de-Calais, et décédé en déportation le 27 novembre 1944 à Gross-Rosen, en Allemagne.

## Biographie
Négociant et ancien combattant de la Première Guerre mondiale, il milite dans de nombreuses organisations d'anciens combattants et devient maire de sa ville natale en 1929, sous la bannière du Parti républicain, radical et radical-socialiste. En 1934, il est élu conseiller général du Pas-de-Calais.
En 1936, il est élu au second tour des élections législatives françaises de 1936 dans le Pas-de-Calais, au titre de la coalition de Front populaire. Le 10 juillet 1940, il approuve le vote des pleins pouvoirs au maréchal Pétain. Donné par un jeune homme sous la torture, il est arrêté par les nazis à sa sortie de la préfecture, et déporté au camp de Gross-Rosen où il décède en novembre 1944. À la Libération, son fils deviendra conseiller général de Bapaume, puis maire, et prendra l'initiative de jumeler la ville avec une commune allemande. Une statue représentant Abel Guidet allongé et agonisant est inaugurée dans la ville en 1948.
Il est le père d'Henri Guidet, également député.

## Distinctions
- Médaille de la Résistance française avec rosette (3 janvier 1946)[1]

## Sources
1. ↑  « - Mémoire des hommes », sur www.memoiredeshommes.sga.defense.gouv.fr (consulté le 9 août 2023)

- « Abel Guidet », dans le Dictionnaire des parlementaires français (1889-1940), sous la direction de Jean Jolly, PUF, 1960 [détail de l’édition]

- Ressource relative à la vie publique :   - Base Sycomore
- Notices d'autorité :   - VIAF
  - IdRef